# Sortino
Sortino é uma comuna italiana da região da Sicília, província de Siracusa, com cerca de 9 086 habitantes. Estende-se por uma área de 93,19 km², tendo uma densidade populacional de 98 hab/km². Faz fronteira com Carlentini, Cassaro, Ferla, Melilli, Palazzolo Acreide, Priolo Gargallo, Solarino.

## Demografia
| Variação demográfica do município entre 1861 e 2011                               |
|                                                                                   |
| Fonte: Istituto Nazionale di Statistica (ISTAT) - Elaboração gráfica da Wikipedia |

## Monumentos
thumb|right|200px| Igreja de San Giovanni Evangelista.
Os únicos monumentos mais importantes desta cidade são as igrejas.
- Igreja de San Giovanni Evangelista
- Igreja de Santa Sofia
- Igreja das Almas Sagradas
- Igreja de San Sebastiano
- Igreja da Netividade
- Igreja da Anunciação
- Igreja de San Francesco d'Assisi
- Mosteiro Beneditino
- Convento e igreja dos Capuchinhos